# ألانين أمينوبيبتيداز
ألانين أمينوبيبتيداز (بالإنجليزية: AAP، أو Aِlanine Aminopeptidase)‏ هو أنزيم يستخدم كمؤشر بيولوجي للكشف عن الاضرار في الكليتين، ويمكن ان يستخدم للمساعدة في تشخيص بعض امراض الكلى. يتواجد بمستويات عالية في البول عند حدوث مشاكل في الكليتين.

## قراءة خارجية
- Enzyme activities of urinary alanine aminopeptidase (AAP) and N-acetyl-beta-D-glucosaminidase (NAG) in healthy dogs.